# Идрисов, Ахмед Мусаевич
Ахмед Мусаевич Идрисов (7 ноября 1999; Муцалаул, Хасавюртовский район, Дагестан, Россия) — российский борец вольного стиля.

## Биография
Вольной борьбой начал занимался в родном селе Муцалаул, в спортивный зал его привели старшие братья. Тренируется в хасавюртовском УОР под руководством Али Исхакова. В марте 2018 года в Якутске стал победителем VI Международного турнира памяти Романа Дмитриева. В сентябре 2018 года выиграл чемпионат мира среди юниоров. В августе 2019 года на аналогичном турнире стал третьим. 16 октября 2020 года на чемпионате России стал бронзовым призёром.

## Спортивные результаты
- Чемпионат мира по борьбе среди юниоров 2018 — ;
- Межконтинентальный Кубок 2018 — ;
- Чемпионат мира по борьбе среди юниоров 2019 — ;
- Чемпионат России по вольной борьбе 2020 — ;
- Чемпионат России по вольной борьбе 2022 — ;

## Личная жизнь
Старшие братья: Шапи, Гасан, Курбан, Шамиль, Магомедрасул, также занимались вольной борьбой, среди которых: Шапи — бронзовый призёр чемпионата России 2007, Магомедрасул — чемпион России, призёр чемпионата мира.